# Mark Germanowitsch Watagin
Mark Germanowitsch Watagin (russisch Марк Германович Ватагин, wiss. Transliteration Mark Germanovič Vatagin; geb. 1933) ist ein russischer Dichter, Schriftsteller und Übersetzer.
In den 1960er Jahren arbeitete er bei der Tuwinischen Prawda (Тувинская правда). Er sammelte Proben der tuwinischen Folklore und fertigte Übersetzungen an. Er war Mitglied des Rates für kirgisische Literatur im Exekutivkomitee der Internationalen Gemeinschaft von Schriftstellerverbänden (МСПС / MSPS), dem offiziellen Nachfolger des Schriftstellerverbandes der UdSSR.
Seine Ausgabe der Märchen der Völker Russlands (Skaski narodow Rossii / Сказки народов России / Skazki narodov Rossii) fand Aufnahme in der russischen Leseempfehlungsliste „100 Bücher für Schüler“.

Im Vorwort zu dem von Watagin zusammengestellten Buch Hundert Märchen von hundert Völkern (Сто сказок ста народов) schrieb Sergei Mironow, der Vorsitzende des russischen Föderationsrates: 

«Символично, что сборник издаётся в год, объявленный в России Годом русского языка. Русский язык всегда был и остаётся языком дружбы и сотрудничества между народами не только России, но и многих стран мира».

„Es ist symbolisch, dass die Sammlung in dem Jahr veröffentlicht wird, das in Russland zum Jahr der russischen Sprache angekündigt wurde. Die russische Sprache war und ist immer die Sprache der Freundschaft und Zusammenarbeit zwischen den Völkern nicht nur Russlands, sondern auch vieler Länder der Welt.“

Watagin übersetzte auch die Sinnsprüche von Omar Chayyām.
Auf Deutsch erschienen von ihm nacherzählt dunganische Volksmärchen unter dem Titel Wer hat Angst vor Hasen? (übersetzt von Vera Nowak).